# 香港八一至香港八六系列
《香港八一》至《香港八六》系列（英語：Hong Kong '81 to Hong Kong '86 Series），是香港電視廣播有限公司拍攝製作的時裝處境劇集。本劇為現時香港電視史上集數第二多的具有連貫劇情的電視劇，僅次於《愛·回家之開心速遞》。

## 概述
本劇於1981年6月8日首播，每年改名一次；由《香港八一》（Hong Kong '81）、《香港八二》（Hong Kong '82）、《香港八三》（Hong Kong '83）、《香港八四》（Hong Kong '84）、《香港八五》（Hong Kong '85），直到《香港八六》（Hong Kong '86）於1986年7月11日播放最後一集，才由新的處境喜劇《城市故事》取代。本系列歷時五年，一共拍攝了1311集，為香港現時集數第二多的劇集，僅次於《愛·回家之開心速遞》。
劇集中每集故事，均取材自社會時事話題，劇情早期多為諷刺時弊；而劇中的人物陳積、順嫂、懋叔、覺悟因、蘇小姐、阿威、及阿康等人大部分來自草根階層，因此令觀眾留下深刻印象，例如梁葆貞飾演的「順嫂」後來引申為形容一般沒甚學識、人云亦云的「無知師奶」；由顏國樑飾演的「陳積」任職經紀，為人市儈、愛貪小便宜、愛充闊、愛炫富，反映當時不少香港人的行為，亦成為香港同類人物的代名詞。
據無綫一些編劇所說，《香港八一》最初希望仿傚商業電台的長壽廣播劇《十八樓C座》，採用即日新聞作題材，即日拍版編成劇本的模式，以期望貼近時事。播放初期，適逢當時地鐵建成通車，演員們就在一個搭建成車廂的佈景中拍攝每集的預告宣傳片，取市民車廂關心熱門話題的演出效果。
由於需要早上「度橋」、「撰寫劇本」，下午拍攝，晚上播出。這樣急速的做法對於編劇來說是一宗苦差，後來實行了一段時間後才改走溫情路線，不再即日製作。相對無綫電視之後四十多年的處境喜劇，《香港八一》至《香港八六》系列仍是最能即時反映社會時弊的電視劇。
雖然本劇是無綫電視處境喜劇，但由於中途加入參演此劇的熊良錫，演出2年後決定重返亞洲電視，此劇成為他在無綫電視的告別作，編劇決定安排他飾演的角色Dee在銀行劫案中被殺，這悲劇安排當時頗受觀眾非議。
本劇是魯振順在1984年底期間轉投亞洲電視發展前此劇為無綫電視的暫別作。

## 演員表

### 主要演員
- 黃　新 飾 何春懋（懋叔，「銀禧小食店」的老闆，前港督府的大廚）
- 梁仲芬 飾 何雪萍（阿萍，何春懋的女兒，社工）
- 梁葆貞 飾 霍美娥（順嫂，懋叔的小姨）
- 陳　泉 飾 張順（順叔，順嫂丈夫，海員，初期因工作長期不在香港，退休後才在此劇出現）（註：陳泉為當時香港家庭計劃指導會《兩個夠晒數》宣傳片的男演員，劇中他曾模仿此宣傳片的動作及對白。）
- 張兆輝 飾 張鏘（順嫂二子，小時移居南非，後返港）
- 吳夏萍 飾 Maggie 謝寶珠 張鏘妻
- 李成昌 飾 任柏康（康仔，順叔外甥、中國大陸新移民、文藝青年，愛唸新詩，自資出版了一部《清泉詩集》；原為「銀禧小食店」的伙計，後開設康記清潔公司）
- 盧　敦 飾 張金發 陳積和陳斌的外公（街坊都稱之做阿公）
- 顏國樑 飾 陳積（積少，通天經紀，陳斌哥哥）
- 羅君左 飾 陳斌（斌仔，預科生->大學生，陳積的弟弟）
- 李　我 飾 覺悟因（原名郭得威，算命師，辦公室在銀禧小食店樓上，本身居於長洲。最愛飲料：飛砂走奶［黑咖啡］）
- 仙杜拉 飾 張九妹 覺悟因妻
- 馮志豐 飾 邦仔（覺悟因之子）
- 梁碧玲 飾 蘇麗珍Jenny（覺悟因的秘書，街坊稱蘇小姐）
- 黃曼梨 飾 李威母
- 李家鼎 飾 李威（任柏康開設清潔公司後，代替任柏康擔任「銀禧小食店」的伙計）。但在香港81第25集《還我巴士路線》當中，李家鼎首度登場飾演跌打梁師傅兒子。
- 龍天生 飾 李善（李威弟）
- 陳立品 飾 牛老太（牛生之母）
- 焦　雄 飾 牛生（牛生牛太是劇中反面角色）山寨工廠的老闆和陳積生意上的夥伴
- 韋以茵 飾 朱玉芳（牛太）
- 熊良錫 飾 卜偉承（阿Dee）銀行的職員，銀禧小食店樓上新搬來住容。在「香港八四」第185至187集的銀行劫案中遇害身亡 (因熊良錫後來返回亞視當馬評人)
- 韓馬利 飾 朱美容（May）（卜偉承妻）
- 南　紅 飾 Dee母（卜老太）
- 李香琴 飾 朱美容母
- 黃宗賜  飾 朱美容弟 (細B)
- 鄭孟霞 飾 六婆（垃圾婆）常常因用錯四字成語，弄成笑話
- 陳有后 飾 梁師傅（跌打醫師）
- 俞　明 飾 魚蛋明（魚蛋麵檔的老闆）
- 嚴秋華 飾 太子安（魚蛋明之子）
- 徐廣林 飾 朱貴（豬肉貴）

### 只在《香港八一》後期至《香港八二》早期出場的主線角色
- 葉夏利 飾 倫泰亨
- 黃造時 飾 倫可兒（倫泰亨獨女）
- 劉　丹 飾 倫百通（倫泰亨侄兒）
- 陳嘉儀 飾 倫范巧蓉（倫百通妻）
- 李　雁 飾 方朱彩鳳
- 何貴林 飾 方大勇（方朱彩鳳長子）
- 賈思樂 飾 方大為（方朱彩鳳幼子）

## 其他演員
- 苗僑偉 飾 周昇偉（何雪萍第一任男友，因要到杜拜工作而曾與阿萍分手，後來回港與何雪萍復合並結婚，兩人的婚禮更成為整個系列的大結局）
- 羅國維 飾 周昇偉父，另於香港85中分別飾演 老人院李院長（香港85第226集）、健美中心老闆（香港85第178集）、陳積生意上的李老闆、牛生舊同學（香港85第196集）
- 蘇杏璇 飾 周昇偉母，另於香港85第219集分飾蘇小姐男友Albert母親，順嫂麻雀友
- 張　雷 飾 梁郭元（何雪萍第二任男友）
- 黎小田 飾 張鏗（順嫂長子，已移居南非，只在回港探母時出現）
- 甄　妮 飾 張鏗妻
- Deborah Moore 飾 陳積女朋友 青年中心職員
- 鄧碧雲 飾 鄧碧雲
- 張國榮 飾 張興隆（客串角色）
- 梅艷芳 飾 阿芳（蘇小姐的朋友，客串角色）
- 汪明荃 飾 汪小姐
- 劉德華 飾 倪劍聲[3]任柏康的同鄉朋友
- 秦　沛 飾 阿德（何雪萍上司，傷健人士）
- 關菊英 飾 Grace（何雪萍同事，客串角色）
- 萬梓良 飾 阿 May 堂兄
- 鍾鎮濤 飾 韋家文 (警務督察，卜偉承舊同學，蘇麗珍對其表錯情)
- 歐陽震華 （歐陽耀泉）飾 阿田 康記清潔公司職員
- 陳嘉賢 飾 阿恩 康記清潔公司職員，阿田喑戀對象
- 徐威信 飾 康記清潔公司新職員
- 關朝聰 於香港84第245集過路人 飾 陳斌海外筆友，來港探望陳斌時出場，成功協助陳積與外籍商人完成生意交易，並為順嫂更換有破損之餐具。
- 周忠 飾 奸人周忠
- 周星馳 飾 茄哩啡
- 吳鎮宇 飾 不同角色 包括 茄哩啡/Albert -蘇小姐男朋友（香港85第219集）
- 曾華倩 飾 茄哩啡
- 徐威信 飾 茄哩啡
- 許紹雄 飾 經紀（性格縮骨、貪小便宜，其他經紀叫他為[菠蘿雞］）
- 莊文清 飾 阿青（牛生新顧用員工）（香港85第195集）
- 羅蘭 飾 貴姐 阿萍社區中心的市民（香港85第199集）
- 馮瑞珍 飾 不同師奶、太太等角色
- 白文彪 飾 不同角色
- 黃敏儀 飾 李威的師叔（香港85第155集）
- 上官玉 飾 劉太（在《香港八一》：「假銀紙」出場）（香港八四中飾演梁郭元母親）
- 黎少芳 飾 陳主任（在《香港八一》： 「少年斌仔的煩惱」出場）
- 馮國 飾 不同角色 包括 何督察（何sir）（在《香港八一》：「色魔」出場）/ 香港84陳積生意伙伴 / 蘇小姐男朋友/化妝品推銷經紀（香港85第202集）
- 陳齊頌 飾 江太（《香港八一》第38、50、52、67、75集 出場）
- 徐國強 飾 奀仔（江太兒子）（《香港八一》第38、50、52集 出場）飾 強仔（《香港八二》第31集 出場）飾 雄仔，蘇小姐表弟（香港85第147集、166集）和其他不同角色
- 駱恭 飾 大廈看更（在《香港八一》第97集：「搬大櫃」出場）
- 程可為 飾 李太 （在《香港八一》109集：「情有獨鍾」出場）
- 李琳琳（在《香港八一》第120集：「可兒回來了」出場）
- 夏雨（在《香港八一》第120集：「可兒回來了」出場）
- 鄭少萍 飾 校長（在《香港八一》第125集：「功夫填鴨」出場）、亦飾演其它角色
- 葉尚華 飾 體育科主任（在《香港八一》第125集：「功夫填鴨」出場）
- 魯振順 飾 斌仔同學（在《香港八一》第125集：「功夫填鴨」出場）
- 湖邊月 飾 陳太（在《香港八一》第125集：「功夫填鴨」出場）
- 李國麟 飾 張先生（在《香港八二》第30集：「皇帝晤急太監急」出場）
- 李建川 飾 銀行分行經理，卜偉承上司 (香港82-84); 婚姻介紹所經理、牛生朋友(香港85)
- 方傑 於香港83 飾 銀行分行職員，卜偉承同事 / 香港84飾演多個角色：陳積生意伙伴、燒臘店東主、裁判官、教師等
- 何壁堅 飾 銀行分行職員根叔，卜偉承同事 (香港82-84); 醫生及大學教授 (香港85)
- 陳中堅 飾 不同角色 銀行人事部經理/Maggie 公司經理
- 劉　丹 飾 蘇小姐父親 (香港85)
- 黎少芳 飾 蘇小姐母親 (香港85)
- 劉文俊/ 孫世傑（香港85第229集）飾 蘇小姐弟弟 （香港85）
- 高雄 （不是原名何耀深的那一位） 飾 牛太哥哥（香港85第166集）
- 郭春桃 飾 蘇小姐表姐（ 在《香港八一》：「香港舞男」出塲 ）
- 吳啟華 飾 細B同學
- 陶大宇 飾 細B同學、Peter 車房員工（香港86第23集）
- 駱應鈞 飾 不同角色 包括 陳積生意伙伴、牛太舊男友、銀禧小食店所在大廈業主之兒子（香港85第178集至179集）、阿倫-牛太契妹的男朋友（香港85第206集）
- 羅振彪（羅青浩）飾 陳積生意伙伴、蘇小姐男友、冒充青少年中心職員行騙之騙徒、銀禧小食店顧客、經記等不同角色
- 譚一清 飾 不同角色 包括 陳積生意伙伴
- 石堅 飾 銀禧小食店所在大廈之業主 (香港85第180集至182集）
- 劉美娟 飾 Anne 銀禧小食店所在大廈業主之女兒的朋友亦都係健美中心教練 （香港85第178集至182集）
- 何美婷 飾 嘉嘉 銀禧小食店所在大廈業主之女兒 (香港85第179集至182集）
- 王書麒 飾 陳斌同學／補習學生 (香港85)
- 邵美琪 飾 Jenny Ng 陳斌同學 (香港85第95集)亦是陳積夜校兼職老師（香港85第118集）/ 邦仔學校的老師（香港85第153集）/蘇小姐朋友（香港85第202集）
- 鄧汝超 飾 銀行劫匪，槍殺卜偉承 (香港84 第185集 《有幸有不幸》)
- 沈殿霞 飾 李麗芳，陳積表妺，陳斌表姐 (香港86 第95-99集《窈窕淑女》出場)
- 劉青雲 飾 護衛員，太子安同事 (香港84第217集)
- 戴志偉 飾 蘇小姐男友John/蘇小姐表弟Peter
- 梁潔芳 飾 強仔的媽媽和其他不同的角色，多為師奶角色
- 李樹佳 飾 不同角色 包括 陳積經紀朋友、太子安護衛公司同事
- 容慧敏 飾 文寶珊Mandy-蘇小姐舊同學，CID(香港85第255集)
- 藍天 飾 豪（懋叔的朋友）（ 香港84第211集）
- 田治義（日本仔）飾 警察
- 江可愛 飾 歐雲英，李威女朋友
- 黃文惠 飾 Sandy牛生舊同學和秘書（香港84第235集) /May劉太- Maggie 公司上司（香港85第96集）
- 梅蘭 飾 豬肉貴太太和其他不同配角
- 麥子雲 飾 不同角色，主要是不良之徒角色
- 鮑偉亮 飾 不同配角
- 虞天偉 飾 不同配角
- 余慕蓮 飾 不同角色 包括 垃圾婆（香港81）/ 師奶／小市民
- 吳華山 飾 不同配角
- 石毅魂 飾 不同配角
- 羅麗娟 飾 不同角色，多為師奶角色
- 佩雲 飾 不同角色，多為師奶角色
- 曾慧雲 飾 不同配角
- 李嘉頴 飾 不同配角
- 鄭藩生 飾 不同角色
- 盧國偉 飾 不同角色，多為不良之徒角色/ 強仔 鐵打醫師梁師傅新收的徒弟
- 鄧美美 飾 不同角色，多為師奶角色
- 陳惠瑜 飾 不同角色，多為師奶角色
- 胡芳齡 飾 不同角色，多為師奶角色
- 凌漢 飾 外省人／看更等角色
- 張志強 飾 不同角色
- 胡美儀 飾 不同角色 包括 牛生生意伙伴的太太／珠女Anna －牛生的舊同學/何太-覺太的隔籬鄰舍（香港85第207集）/Maggie 公司上司
- 談泉慶 飾 不同角色 包括 太子安護衛公司上司、健身教練Anne 的朋友（香港85第180集）、何生-覺生的隔籬鄰舍（香港85第207集）
- 孫季卿 飾 不同角色 包括 太子安護衛公司同事/李威舅父／牛太所住大廈互助委員會主席
- 馬慶生 飾 不同角色、莊文青老公（香港85第195集）、牛生舊同學（香港85第196集）
- 吳博君 飾 不同角色
- 林文光 飾 不同配角
- 戴志偉 飾 不同角色 包括 彬仔同學、蘇小姐男朋友、張鏘的大學同學、蘇小姐的表弟
- 區嶽 飾 不同的老人家角色
- 黎壁光 飾 不同角色
- 何廣倫 飾 不同角色 包括 不良之徒、工人、CID、安仔工作的護衛公司的上司（香港85第251集）
- 吳茜𦾡 飾 護士和其他不同角色
- 梁志芳 飾 Candy 唐 康仔新相識女朋友（香港85第105集）
- 曹濟 飾 不同角色
- 朱鐵和 飾 陳積生意上老世談泉慶的桌球波友（香港85第111集）/ 陳積生意上的老闆（香港85第165集）
- https://zh.m.wikipedia.org/wiki/%E8%A8%B1%E5%A0%85%E4%BF%A1_(%E6%BC%94%E5%93%A1) 許堅信 飾 不同角色
- 李國平 飾 不同角色 包括 張鏘酒樓同事（香港85第125集)
- 黎美𡢄 飾 不同角色 包括 售貨員／Maggie 同事/ 銀禧小食店顧客/Susan 彬仔的大學同學
- 關灼元 飾 不同角色 包括 阿勇 康記清潔公司的臨時職員（香港85第141集）
- 區偉麟 飾 不同角色
- 徐曼華 飾 May 彬仔舊同學 救生員 （香港85第148集）
- 源子才 飾 不同的小孩子角色
- 陳安瑩 飾 陳積生意老闆的女兒（香港85第152集）
- 張文光 飾 不同角色
- 陳超華 飾 不同角色
- 黃一飛 飾 騙子、雜誌社老闆、牛生舊同學（香港85第196集）、阿强（李威朋友）（香港85第201集）
- 劉淑儀 飾 阿恩（牛太契妹）（香港86第23集）、騙子（香港85）
- 黎耀祥 飾 香港85、86中的不同配角
- 田永加 飾 茄喱啡
- 陳家碧 飾 不同角色
- 馬慧玲 飾 不同角色 包括 Betty蘇小姐的朋友（香港85第202集）/ 阿玲- 牛太契妹（香港85第206集）/Maggie 公司同事
- 梁志芳 飾 不同角色 包括  蘇小姐朋友（香港85第202集）
- 許逸華 飾  蘇小姐朋友（香港85第202集）
- 何樹燊 飾 飛仔（香港85第255集）
- 陸應康 飾 不同角色，多數飾演警察
- 李嘉豪 飾 不同小孩角色 包括 成仔-何生何太的兒子（香港85第207集）

## 軼事
- 頭幾集當中，銀禧小食店所用的紙杯是Wendy's快餐店的紙杯，後來才改用一般快餐店的款式。
- 無綫電視為免《星塵》的官司再現，由1983年開始規定每部上映的劇集均需加上免責聲明「如有雷同，實屬巧合」，《香港八三》則成為首部應用新制度的電視劇，及後在第二集開始再修正為「本故事純屬虛構，如有雷同，實屬巧合」，並同時應用於之後新制作的無綫電視劇。
- 在1983年導演楚原邀请劇中原班人馬拍攝電影《瘋狂八三》。
- 飾演順叔的陳泉，其實是當時廣播道（無綫電視所在地）電視台外判車隊「全通」的老闆，高峰期坐擁200輛車，幾乎整條廣播道均泊滿「全通車」，故當時有人戲稱，「廣播道」應改名為「陳泉道」，而陳泉亦親自落場駕車接載不少藝人和幕後製作人員，故與他們相熟。最初本劇設定「順叔」長期在海外行船而不在劇中出現，故不少觀眾認為「順嫂」跟「懋叔」有路。而陳泉向當時監製曾勵珍提議，讓「正牌順叔」出場，雙方一拍即合，陳泉獲委以重任，客串飾演這個間中「行船歸來」的「順叔」[4]。後來劇情安排順叔退休長期留港，陳泉飾演的順叔更成為本劇恆常角色。
- 劇中虛構場景「銀禧小食店」位於銅鑼灣禮頓道，而禮頓道1號正是當時無綫電視姊妹機構博益出版社及華星唱片所在地。但第10集《要錢要命》劇情當中，劇中警員在對講機對話時竟將銀禧小食店的門牌報稱是禮頓道113號，相信是小食店的門牌號數首次出現在劇中。而第26集《過客》劇情中，覺悟因致電報警時亦同將門牌報稱為禮頓道113號。但後來自某集起才改為禮頓道1號。
- 1984年，熊良錫因返回亞洲電視當馬評人而辭演本劇，其角色阿Dee竟被安排在銀行劫案中被匪徒槍殺，觀眾對編劇「賜死」角色非常反感。這段情節亦被《歡樂今宵》在「電視頒獎典禮1984」中惡搞，得到「最感人電視劇獎」稱為「《九龍84》之睇你點死」，挖苦《香港84》劇情中不合理的地方，例如劇中早期出現的垃圾婆無故失蹤了幾年，出場時設定為文藝青年愛唸新詩的康仔到後期完全不再唸詩 (康仔在香港84第205集和222集中仍然有唸新詩，更在第222集中參加詩社中的演出。在香港85第170集仍然有提到《清泉詩集》和投稿出版社。在香港86第28集中，年初三那天康仔仍舊有約會他詩社的詩友）。而且安排所有角色都討厭「鋤大D」（夏雨飾） ，盡力地弄死「鋤大D」，「鋤大D」求情時亦說可以安排他去外國，不一定要賜死他，最後「鋤大D」不幸舉槍自盡（他以為是假槍）。荒謬叔（譚炳文飾）結語是「各位，你們不要傷心，明晚你們就會見到我們一家人開開心心開飯食了」。
- 劇集結局當晚（1986年7月11日），因應颱風蓓姬襲港，當日下午3:30天文台已發出八號風球，間接令觀眾大多留在家中，令該劇收視率超過九成。
- 亞洲電視處境電視劇《喜有此理》（2005年－2006年）標榜針砭時弊，亦使用即日劇本。

## 電視節目的變遷
| 英屬香港 無綫電視翡翠台 星期一至五 20:00－20:30 | 英屬香港 無綫電視翡翠台 星期一至五 20:00－20:30                | 英屬香港 無綫電視翡翠台 星期一至五 20:00－20:30 |
| ----------------------------------------------- | -------------------------------------------------------------- | ----------------------------------------------- |
|                                                 | 《香港八一》至《香港八六》系列 （1981年6月8日－1986年7月11日） |                                                 |
| 他的一生（大結局） （1981年6月5日）             | 城市故事 （1986年7月14日－1988年4月8日）                       |                                                 |

| 加拿大 新時代電視1台 星期一至五 13:50-14:15 | 加拿大 新時代電視1台 星期一至五 13:50-14:15                     | 加拿大 新時代電視1台 星期一至五 13:50-14:15 |
| ------------------------------------------- | --------------------------------------------------------------- | ------------------------------------------- |
|                                             | 《香港八一》至《香港八六》系列 （2019年1月30日－2024年1月31日） |                                             |
| 城市故事 （2017年6月6日－2019年1月29日）    | 真情 （2024年2月1日－2028年5月29日）                            |                                             |